# بول هوروويتز
بول هوروويتز (بالإنجليزية: Paul Horowitz)‏ هو أستاذ جامعي وفيزيائي أمريكي، ولد في 1942.